# Amerikanskt lejon
Amerikanskt lejon (Panthera atrox) är ett utdött kattdjur som tillhör släktet Panthera och som levde för mellan 340 000 och 11 000 år sedan. Det amerikanska lejonet är nära släkt med det utdöda grottlejonet.

## Kännetecken
Amerikanska lejonet var ungefär 25 procent större än det nu levande lejonet och uppskattas ha nått en längd av 2,5 meter (utan svans). Det amerikanska lejonet utvecklade sig troligtvis från grottlejonet efter att detta djur under senaste istiden korsade landbron vid dagens Beringsund för ungefär 340 000 år sedan. Förmodligen hade det amerikanska lejonet liksom den nu levande arten bara en pälsfärg. Det är inte känt om djuret hade man men på eurasiska grottmålningar som visade det nära besläktade grottlejonet hade dessa djur ingen man.

## Utbredning
Det amerikanska lejonet fanns inte bara i Nordamerika utan även i norra delar av Sydamerika. Fossil har hittats i en region som sträcker sig från Alaska till Peru. Ett större antal fossil hittades i närheten av Los Angeles i den kända lagerstätten La Brea. Söder om Alaska förekom dessa djur från och med värmeperioden Sangamon. Det amerikanska lejonet dog ut för cirka 11 000 år sedan tillsammans med flera andra stora amerikanska djur.

## Möjliga byten
Det amerikanska lejonet levde tillsammans med flera arter som idag är utdöda. Det antas att vuxna individer av den ullhåriga mammuten (Mammuthus primigenius), mastodonten (Mammut americanum) och columbiamammuten (Mammuthus colombi) var för stora som byte men lejonet kan ha jagat kalvar av dessa djur. Andra potentiella byten var hjortdjur som fortfarande lever i Amerika, samt den största hästen någonsin (Equus giganteus), kameler (Camelops hesternus) och oxliknande djur (Euceratherium). Det finns tydliga bevis för att lejonet hade förmåga att döda större oxdjur. Kanske var även jättesengångaren (som Megatherium) byte för detta djur.

## Amerikanska lejonets habitat
Även om det amerikanska lejonet delade sin miljö med andra stora rovdjur som till exempel de sabeltandade kattdjuren (smilodon och Homotherium) så kunde dessa rovdjur leva i harmoni för det mesta eftersom det fanns så många stora bytesdjur i istidens Nordamerika vilket gjorde det möjligt för de olika rovdjuren att specialisera sig på olika bytesdjur.